# CakePHP
CakePHP is een webapplicatieframework geschreven in de programmeertaal PHP. Het is vrij verkrijgbare opensourcesoftware onder de voorwaarden van de MIT-licentie. CakePHP begon in 2005, naar het concept van Ruby on Rails. De gemeenschap is sindsdien gegroeid en vertakt in verschillende deelprojecten.
Net als Ruby on Rails maakt CakePHP het makkelijker om gebruik te maken van een database door middel van Active Records. Het moedigt ook aan om gebruik te maken van het model-view-controller-model.

## Functies
- Compatibel met PHP 8.2 (min. PHP 8.1).  (versie 1.0 ondersteunde PHP4);
- Ondersteunt geïntegreerde CRUD om de database te wijzigen;
- POST-requests met goed uitziende, eigen URL's;
- Flexibele sjablonen;
- "View"-helpers voor AJAX, JavaScript en HTML-formulier;
- Weinig tot geen Apacheconfiguratie nodig;
- Ingebouwde validatie;
- "Application Scaffolding";
- Datasanering;
- Beveiliging, sessies, en "Request Handling Components";
- Flexibele "View Caching" (opslaan van antwoorden op veelvuldig voorkomende vragen in het geheugen, teneinde oude berekeningen niet te hoeven herhalen).

## CakePHP 2.0
CakePHP 2.0 heeft onder andere de volgende nieuwe functionaliteiten:
- Gescheiden request- en response-object
- Lazy loading van model-associaties, helpers en componenten
- Vernieuwd consoleframework

### Artikelen en recensies
- (en) Rails-inspired PHP frameworks
- (en) The CakePHP Framework: Your First Bite
- (en) Vergelijking populariteit Cake PHP vs. Zend, Yi en Codeigniter